# Me contro Te - Il film: Il mistero della scuola incantata
Me contro Te - Il film: Il mistero della scuola incantata è un film del 2021 diretto da Gianluca Leuzzi.

## Trama
Luì e Sofì devono presenziare all'apertura di una scuola chiusa da anni. La festa però è rovinata dal diabolico Signor S il quale, con un oggetto magico, lancia un incantesimo contro Pongo, che cade in un sonno profondo.

## Produzione
Le riprese del film si sono svolte dal 17 agosto 2020, pubblicando lo stesso giorno il trailer sul proprio canale YouTube dei Me contro Te, e sono durate circa cinque settimane; il film è stato girato a Roma.

## Promozione
Il trailer del film viene diffuso per la prima volta il 17 agosto 2020.

## Distribuzione
Inizialmente il film sarebbe dovuto uscire il 1º gennaio 2021, ma a seguito della chiusura dei cinema per Covid-19, fu distribuito da Warner Bros. Entertainment Italia il 18 agosto 2021.

## Accoglienza

### Incassi
Il film ha incassato (al 1º settembre 2021) 4 milioni di euro.

## Riconoscimenti
- 2022 - David di Donatello
  - David dello spettatore

## Sequel
Il 1º settembre 2021 il duo annuncia l'uscita nelle sale del terzo capitolo della trilogia di film, Me contro Te - Il film: Persi nel tempo. Il sequel, distribuito da Warner Bros. Entertainment Italia, è uscito nelle sale Italiane il 1º gennaio 2022.